# Torrent del Salí
El Torrent del Salí és un afluent per la dreta del Torrent dels Morers que transcorre íntegrament pel terme municipal de Gósol, al Berguedà.

## Xarxa hidrogràfica
El Torrent del Salí no té cap afluent.